# اچ‌دی ۱۸۵۰۱۸
اچ‌دی ۱۸۵۰۱۸ یک ستاره است که در صورت فلکی عقاب قرار دارد.